# مرس (مسورة)

تعديل مصدري - تعديل

مرس هي إحدى قرى عزلة دثران ال علوي بمديرية مسورة التابعة لمحافظة البيضاء، بلغ تعداد سكانها 270 نسمة حسب تعداد اليمن لعام 2004.